# عاليات هانوعار
عاليات هانوعار (بالعبرية עלית הנוער) (أو المهاجرون الشباب) هي منظمة يهودية أنقذت آلاف الأطفال اليهود من النازيين خلال فترة حكم الرايخ الثالث. ورتبت المنطمة توطينهم في فلسطين في الكيبوتس وقرى الشباب، التي صارت مكانا للسكن والتعليم بالنسبة لهم.

## التاريخ

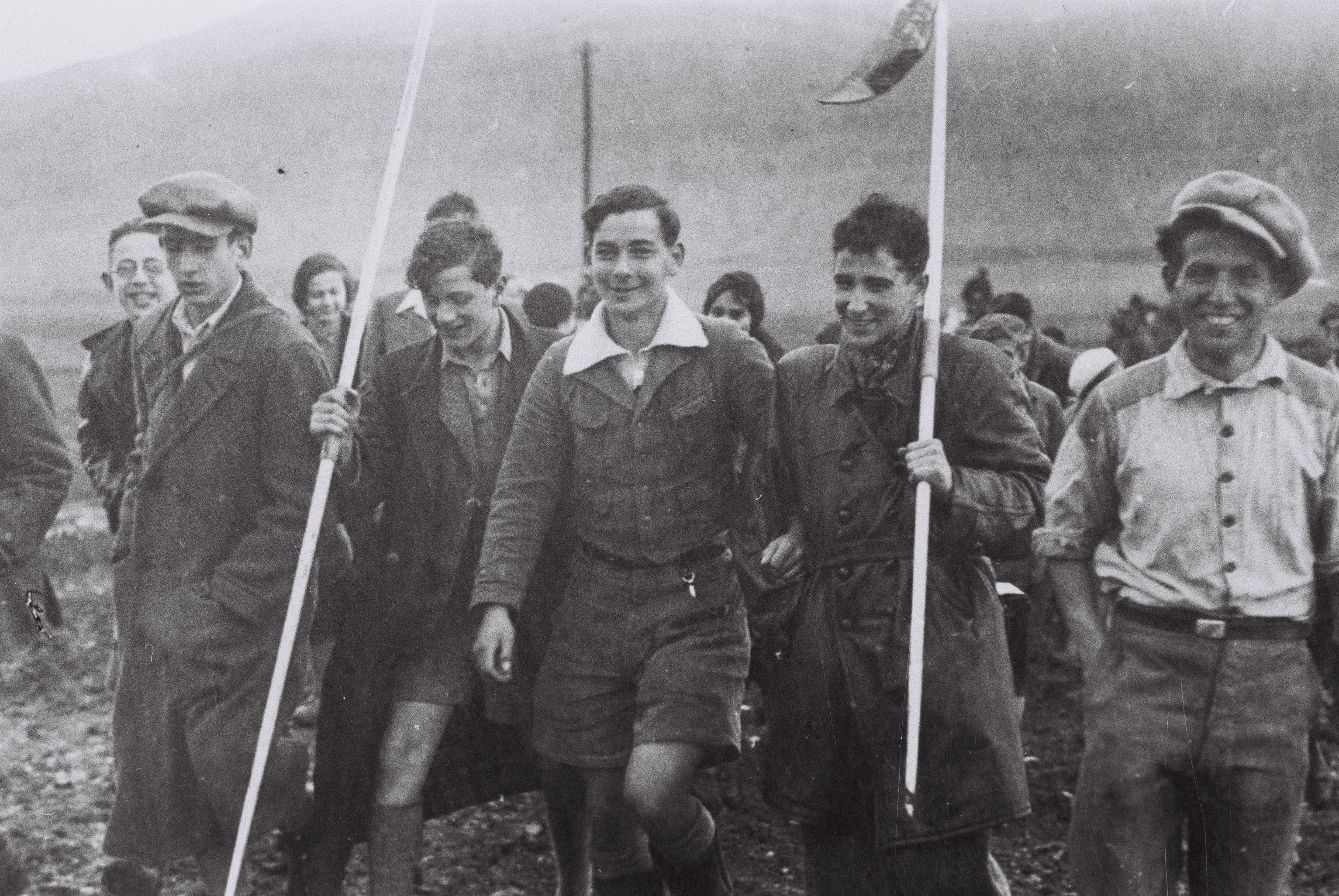
أول مجموعة من الشباب الألمان في منظمة عاليات هانوعار تسير في كيبوتس عين هارود

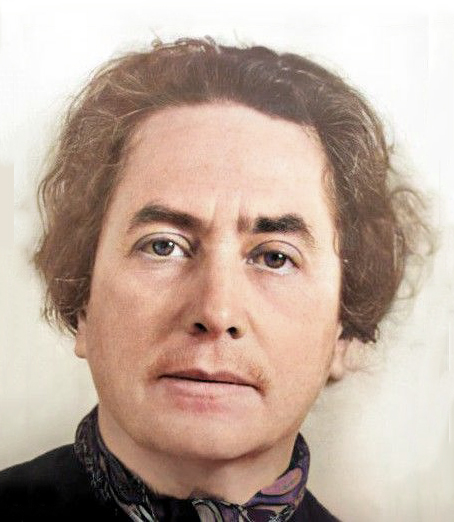
ريشا فراير مؤسسة منظمة عاليات هانوعار

أسستها ريشا فراير وهي زوجة حاخام، في برلين في نفس اليوم الذي صعد فيه هتلر إلى السلطة في يوم الاثنين 30 يناير 1933. والهدف منها حماية اليهود الألمان الشباب بإرسالهم إلى برامج تدريب الرواد في فلسطين بعد إكمال تعليمهم الابتدائي.
ولقيت الفكرة التأييد من المنظمة الصهيونية العالمية. وأشرفت فراير على أنشطة المنظمة في ألمانيا. ولقيت الفكرة معارضة من هنريتا زولد بعد محاولة تطبيق الفكرة في مدينة القدس. وكانت زولد متشككة حول مزايا عرض فراير، لأنها وبصفتها المسؤولة عن الخدمات الاجتماعية التي تقوم بها الوكالة اليهودية في فلسطين كلها، رأت أنه استنزاف للأموال والجهد إنشاء برنامج جديد غير مضمون للأطفال اليهود الألمان.
ثم تقدمت ريشا فراير بالطلب من الدكتور زيغفريد ليمان مؤسس ومدير قرية شباب بن شيمن، الذي وافق على قبول 12 طفلا. وعندما أُخبرت زولد بذلك غيرت موقفها، ووافقت على تنظيم وقيادة هذا الجهد.
وفي ذلك الوقت كانت تامار دي سولا بول، وهي رئيسة سابقة لمنظمة هداسا، قد قامت هي وزوجها بزيارة إلى فلسطين، وكانا على الوشك العودة إلى الولايات المتحدة. التقت بها زولد وشرحت لها القرار بدعم جهود منظمة عاليات هانوعار، وأنه على السيدة دي سولا بول أن تقنع منظمة هداسا بقبوله كمشروع مهم. واقتنعت وبعد إقناع هداسا استدعت إيدي كونتور الممثل الكوميدي، الذي كتب شيكا بقيمة 25 ألف دولار لبدء البرنامج. واستمرت منظمة هداسا في كونها الداعم الرئيسي لمنظمة عاليات هانوعار حتى يومنا هذا.
ومع صعود هتلر للسلطة وإقرار قوانين نورنبرغ العنصرية في عام 1935، وأغلقت المدارس الابتدائية الألمانية في وجه الأطفال اليهود في 31 مارس 1936. أرسلت زولد نداءً إلى الجمعيات اليهودية حول العالم التابعة للمنظمة اليهودية.
وبعد فترة وجيزة من التدريب في ألمانيا، أرسل شباب المنظمة إلى الكيوبتس لمدة عامين لتعلم الزراعة واللغة العبرية. وكان كيبوتس عين هارود في وادي جيزريل واحدا من أوائل المستوطنات التعاونية التي استضافت مثل تلك المجموعات.
ووجد العديد من الأطفال صعوبة في الانفصال عن عائلاتهم، وكانوا غالبا ما يدركون الأسباب وراء رحلتهم، وأنهم لن يعودوا إلى أوروبا. وعاني الآباء من قرار إرسال أبناءهم إلى فلسطين وتوقعوا الانضمام إليهم لاحقا، لكن الكثير منهم لقوا حتفهم في الهولوكوست.
وكانت منظمة عاليات هانوعار تتبنى نظام النسبة، وهو أن يكون 60 بالمائة من الأطفال ذكور، للتأكد من وجود عدد كاف من الأيدي العاملة في المزارع.
وبعد اندلاع الحرب العالمية الثانية، وحين أصبحت أوراق الهجرة إلى فلسطين صعبة المنال، قام النشطاء في المنظمة في لندن بإيجاد حل مؤقت، ويتمثل في حصول مجموعات من الشباب على تدريب رواد في بلاد خارج الرايخ الثالث، إلى أن يستطيعوا الهجرة إلى فلسطين.
ومن بين عدد 10 آلاف طفل هاجر إلى بريطانيا العظمى تحت رعاية برنامج نقل الأطفال، كان مخططا للبعض منهم الوصول إلى فلسطين مع منظمة عاليات هانوعار في وقت لاحق. وبعد فرض السياسة البريطانية في نوفمبر 1938، سهلت ليس فقط لآلاف من الأطفال اليهود الإقامة في المملكة المتحدة بشكل دائم، لكن أيضا إقامة 3400 منهم الإقامة مؤقتا لحين الانتقال إلى فلطسين.
وبعدما انتشرت الحرب عبر أوروبا، توسع البرنامج لإنقاذ الأطفال من البلاد المحتلة مثل يوغوسلافيا.
ولقيت فراير معارضة قوية من المجتمع اليهودي في ألمانيا، الذي استمر في الاعتقاد أن التهدئة والتكيف هي أفضل الحلول ليهود ألمانيا. وفي عام 1938 طردت من مجلس إدارة المنظمة التي أسستها بنفسها وهي لجنة دعم الشباب اليهودي، بسبب استخدامها المثير للجدل لوسائل غير شرعية.
وفي عام 1940 استُنكرت من قبل زملائها بسبب التحريض ضد النازية، لكنها حُذِّرت في الوقت المناسب، واستطاعت الهرب إلى فلسطين، وأخذت 40 مراهقا معها.
وبعد الحرب العالمية الثانية والهولوكوست أُرسل مبعوثون إلى أوروبا لتحديد أماكن الناجين من الأطفال في معسكرات الاعتقال المتنقلة. وافتتح مكتب للمنظمة في باريس. ونقلت أماكن إيواء الأطفال في شرق أوروبا إلى غرب أوروبا، حيث اعتقدت المنظمة حينها أن الهجرة من الدول الشيوعية ستكون أصعب لاحقا (وهو ما ثبت فعلا).
الأطفال الذين أحضروا إلى فلسطين قبل الحرب العالمية الثانية كان عددهم خمسة آلاف وتعلموا في المدراس التابعة لمنظمة عاليات هانوعار. والآخرون تم تهريبهم من أوروبا المحتلة في السنوات الأولى للحرب، بعضهم إلى فلسطين، والآخرون إلى المملكة المتحدة وبلاد أخرى. وبعد الحرب انضم 15 ألف معظمهم من الناجين من الهولوكوست وأحضروا إلى فلسطين.
لاحقا أصبحت عاليات هانوعار قسما تابعا للوكالة الصهيونية. وعبر السنوات قامت المنظمة بإحضار الشباب إلى إسرائيل من شمال أفريقيا ووسط وشرق أوروبا وأمريكا اللاتينية والاتحاد السوفيتي وإثيوبيا.

## اليوم
تستمر المنظمة في لعب دور في استيعاب الشباب القادمين الجدد إلى إسرائيل، خاصة من الاتحاد السوفيتي السابق وأفريقيا. وبجانب ذلك، تقدم المنظمة فرصة ثانية للشباب الإسرائيلي الذي صنف بأنه «في حالة خطر» من قبل سلطات رعاية الأطفال.
ويقيم الأطفال المتمتعين برعاية المنظمة في قرى لإقامة الشباب لمدة خمس سنوات. وتحتوي تلك القرى على مدارس وسكن ونوادي وملاعب، وتقدم لهم الدعم المعنوي والتعليم والتدريب التنموي وأنشطة دورية أخرى. أكثر من ألفي طفل وجدوا منزلا وحياة جديد ذات معنى من خلال المنظمة.
وينحدر الأطفال من خلفيات متنوعة، وخاليا ما يعانون من صعوبات عاطفية ونفسية وسلوكية خطيرة. والعديد منهم ينحدرون من أسر محدودة الدخل أو متفككة، وغالبا من أسر ذات عائل واحد. ويكونون في حالة خطر لأسباب منها الفقر والإهمال والعنف المنزلي والإساءة الجنسية وإدمان المخدرات أو الكحول والمرض العقلي والتشرد. الأطفال الآخرون يعانون من السرطان ويحتاجون إلى رعاية طبية، في حين يأتي الآخرون من عائلات فقدت ضحايا بسبب الإرهاب.
من تلك القرى: قرية «ألوني يتسحاق» تأسست عام 1948 وتضم 400 شابا وتقدم أنشطة للموسيقى والمسرح والرقص. وقرية «نيفي هداسا» قرب نتانيا بها 310 شاب. وقرية «تالبيوت» في هاديرا تضم 200 شاب. وقرية «توراه أوميكزواه» جنوب هاديرا توفر تعليما دينيا للأطفال المتدينين الغير قادرين على التكيف في بيئة المدارس الدينية اليهودية. وبجانب التعليم التوراتي، توفر تدريبا في مجال ميكانيكا وهندسة المحركات. وقرية «يمين أوردي» قرب مدينة حيفا تضم 500 شاب، والتي حصلت مرتين على جائزة الرئيس للتميز في التعليم. وتقيم بها برامج توعية في شهور الصيف. ودمرت تلك القرية في حريق غابات في عام 2011 وأعيد بناءها.

## جوائز وتقديرات
في عام 1958 منحت المنظمة جائزة إسرائيل لإسهامها في مجال التعليم، وتكون أول سنة تمنح فيها تلك الجائزة إلى منظمة.

## المدراء
من بين من تولوا إدارتها بعد تأسيس دولة إسرائيل: موشيه كول، مائير غوتسمان، أوري غوردون، إيلي عمير.